# Howard Colvin
Sir Howard Montague Colvin (* 15. Oktober 1919 in Sidcup, Kent; † 28. Dezember 2007 in Oxford) war ein britischer Architekturhistoriker. Er ist für eine biographische Enzyklopädie britischer Architekten und eine Geschichte der Architektur in Verbindung mit dem britischen Königshaus bekannt.
Er studierte am University College London, wo er 1946 bis 1948 Assistant Lecturer in Geschichte war. Er wurde 1948 Tutor und Fellow des St. John’s College der Universität Oxford, was er bis zu seinem Tod blieb. 1965 wurde er Reader in Architekturgeschichte und 1987 emeritiert.
Er war 1963 bis 1976 Mitglied der Royal Commission on the Historical Monuments of England, 1970 bis 1984 des Historic Buildings Council for England und 1962 bis 1972 der Royal Fine Art Commission. 1979 bis 1981 war er Präsident der Society of Architectural Historians of Great Britain. Seit 1963 war er Mitglied (Fellow) der British Academy.
1978 erhielt er als Erster den Wolfson History Prize für sein Lebenswerk. Er war CBE. 1995 wurde er geadelt. 1943 heiratete er Christina Butler und hatte zwei Söhne.

## Schriften
- A Biographical Dictionary of British Architects, 1600–1840, Yale University Press, 4. Auflage 2008 (zuerst 1954)
- The History of the King’s Works, 6 Bände und Bände mit Plänen, HMSO, London 1963 bis 1982
- Unbuilt Oxford, Yale University Press 1983
- Architecture and the After-Life, Yale University Press 1992